# Maulawi Roschan
Maulawi Roschan ist ein hochrangiger Führer der Taliban in Afghanistan. Er wurde am 22. September 2010 von Kräften der Bundeswehr (Task Force 47) und afghanischen Sicherheitskräften in Kundus festgenommen.
Laut Angaben der ISAF soll er für zahlreiche Anschläge auf ISAF-Truppen verantwortlich sein. Außerdem soll er stellvertretender „Schattengouverneur“ von  Kundus sein.